# 고무탄

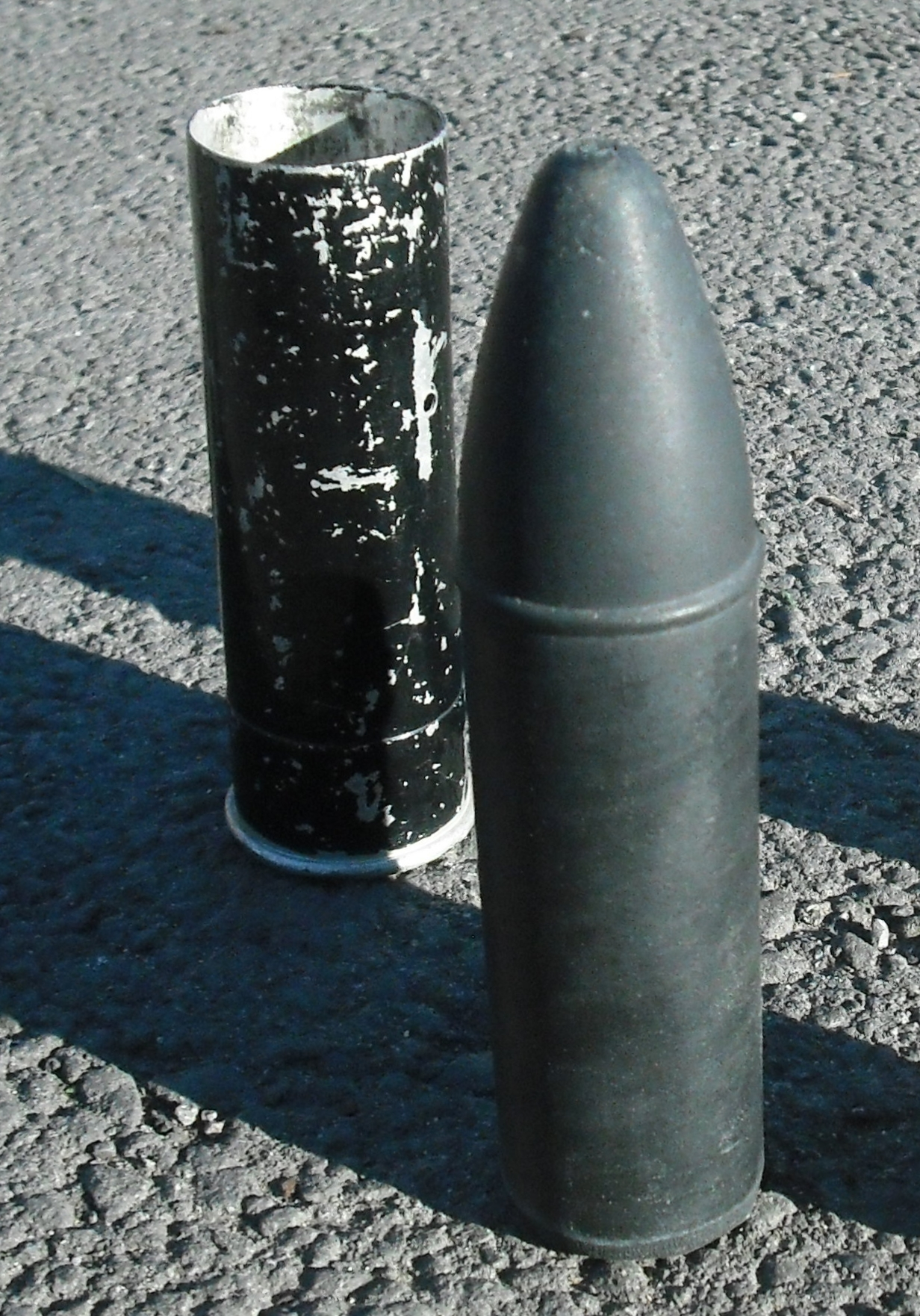
"Round, Anti-Riot, 1.5in Baton" 37mm 영국 육군 고무탄. 1970년부터 1975년까지 북아일랜드 분쟁에서 사용되었다.

고무탄(Rubber bullet, 고무 진압용 탄환이라고도 함)은 일종의 진압용 탄환이다. 이름과는 달리 고무탄은 일반적으로 고무 코팅이 된 금속 코어를 가지고 있거나, 고무가 소수 성분인 균일한 금속제 혼합물이다. 금속 발사체에 비해 덜 치명적인 대안 탄환으로 여겨지지만, 고무탄은 여전히 치명적인 부상뿐만 아니라 실명이나 다른 영구적 장애와 같은 심각한 부상을 유발할 수 있다.
플라스틱, 납, 나무로 만들어진 다른 유사한 발사체와 마찬가지로 고무탄은 단거리 연습 및 동물 통제에 사용될 수 있지만, 거의 대부분 경우 폭동 진압 및 항의 시위 해산에 사용된다.
고무탄은 영국 국방부가 북아일랜드 분쟁 당시 북아일랜드의 폭동 진압을 위해 개발했으며, 1970년에 처음 사용되었다.
고무 발사체는 고무가 통제 불가능하게 튀는 경향이 있어 다른 재료로 대부분 대체되었다.

## 구성 및 물리적 특성
칠레 경찰이 사용하는 "고무" 탄환의 구성 분석 결과, 탄환의 80%가 주로 실리카와 황산 바륨으로 이루어진 단단한 물질이며, 고무는 20%를 차지하는 것으로 나타났다. 측정된 "고무" 탄환의 경도는 96.5 쇼어 A이다. 이러한 탄환의 경도는 2019~2020년 칠레 시위에서 "눈알이 터지는" 부상이 흔했던 이유를 설명한다.

## 용도

### 폭동 진압

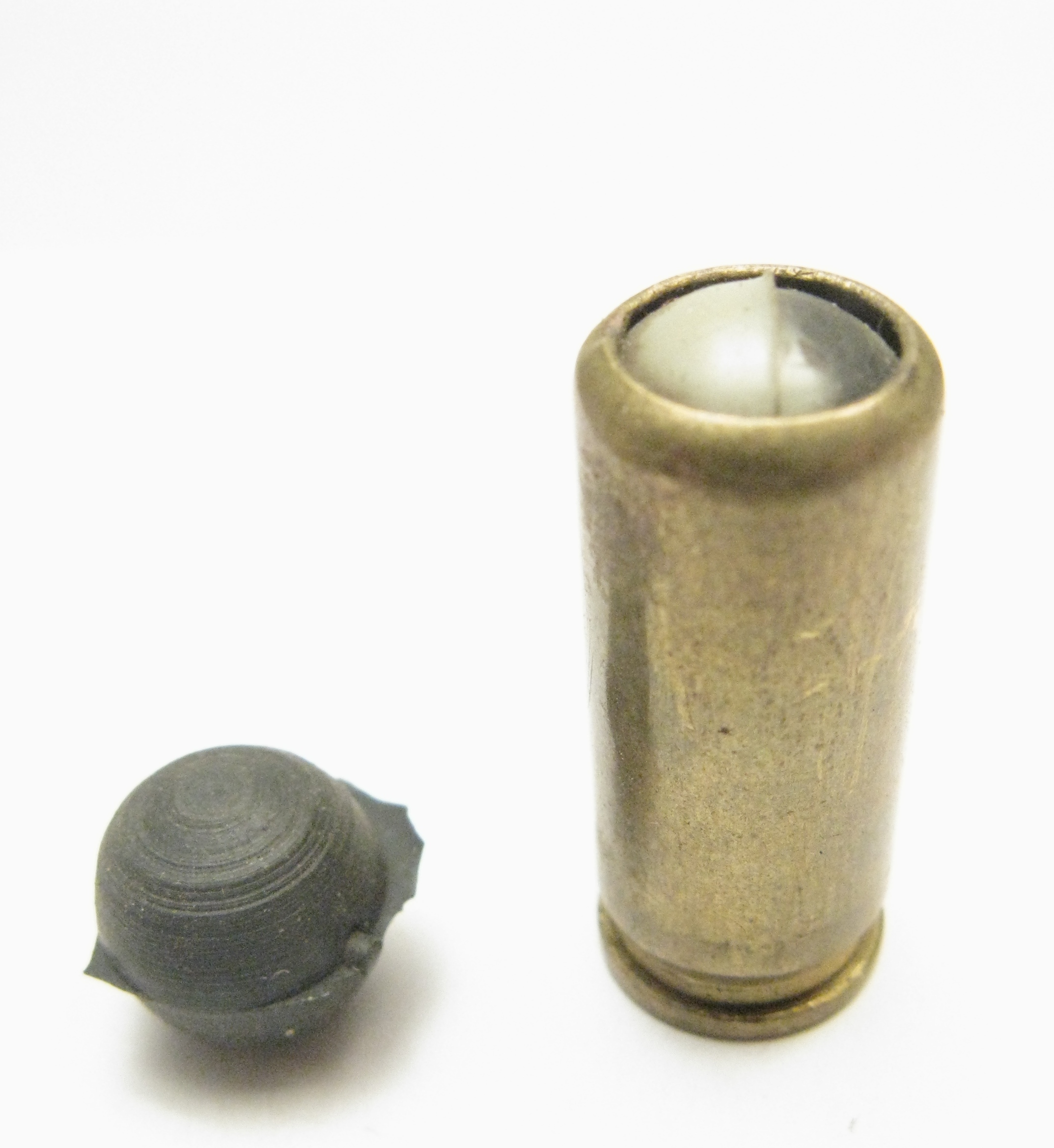
9mm P.A. 고무탄이 장전된 탄약

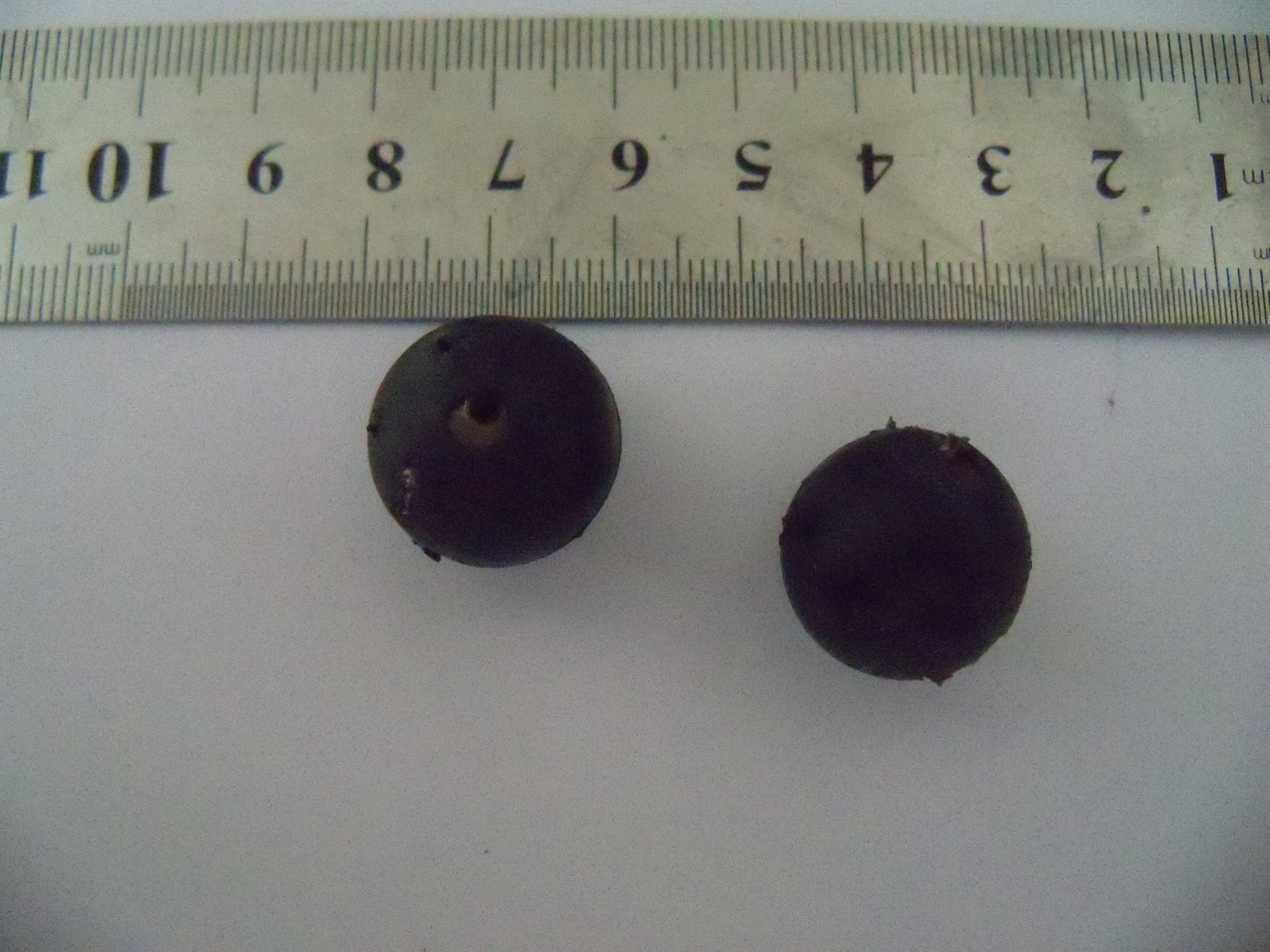
2013년 8월, 닐린에서 시위대에 사용된 고무공

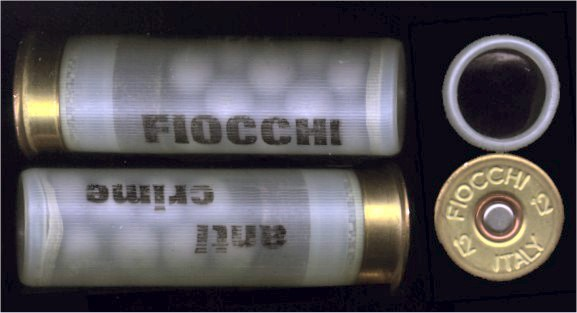
피오치 12게이지 고무 벅샷 두 발

영국 국방부는 1970년 북아일랜드 분쟁 중 북아일랜드의 폭동 진압 목적으로 고무탄, 즉 "Round, Anti-Riot, 1.5in Baton"을 개발했다. 낮은 추진력으로 인해 발사 속도는 약 60 m/s (200 ft/s)였고 최대 사거리는 약 100 m (110 yd)이었다. "이 탄환은 일반적으로 낮은 궤적이나 의도된 목표물(목표물에 특화되지 않음)의 일반적인 방향으로 도탄 사격으로 배치되어 고통을 주지만 부상을 입히지는 않으며, 운용자의 판단에 따라 직접 사격도 가능하다."고 설명서에 명시되어 있다. 1970년부터 1975년까지 영국군은 북아일랜드에서 약 55,000발의 고무탄을 발사했다. 이 탄환은 폭도의 다리나 시위대 앞의 땅를 향해 발사되어 튕겨나가면서 속도를 잃고 목표물에 맞도록 고안되었다. 그러나 보안군은 고무탄을 근거리에서 사람들에게 직접 발사하는 경우가 많았고, 이로 인해 여러 명이 사망하거나 부상을 입었다. 인권 운동가이자 플라스틱탄 반대 연합 운동 공동 설립자인 엠마 그로브스는 1971년에 고무탄에 맞아 시력을 잃었다. 1975년에는 플라스틱탄으로 대체되었다. 북아일랜드에서 35년 동안 (1970년~2005년) 약 125,000발의 고무탄과 플라스틱탄이 발사되었는데, 이는 하루 평균 10발에 해당하며 17명의 사망자를 냈다.
진압용 탄환은 2001년부터 북아일랜드 이외의 영국 경찰에도 보급되었다. 그러나 2013년, 1977년에 기밀 해제된 영국 국방부 문서는 고무탄이 공개적으로 알려진 것보다 더 위험하다는 것을 국방부가 알고 있었음을 밝혔다. 이 문서에는 1972년에 실명한 어린이에 대해 소송을 진행하기보다는 합의를 모색하라는 국방부에 대한 법적 조언이 포함되어 있었다. 이는 소송이 총탄의 문제를 노출시키고 향후 관련 소송을 막기 어렵게 만들 것이기 때문이었다. 이 문서는 추가 테스트를 통해 총탄에 심각한 문제가 있음이 밝혀질 것이며, "이상적인 시간보다 짧은 시간 내에" 테스트되었고, "치명적일 수 있으며" "심각한 부상을 유발할 수 있었고 실제로 유발했다"고 명시하고 있었다.
이스라엘 고무탄은 두 가지 주요 유형으로 생산된다. 구형인 표준 고무탄은 얇은 고무층으로 코팅된 강철 구체로 무게는 14g이며, 1989년에 도입된 신형 고무탄은 직경 1.7cm의 고무 코팅 금속 실린더로 무게는 15.4g이다. 이 발사체로 인한 치명적인 부상 중 대부분은 머리에 입는다.
더 작은 고무탄은 폭동 진압 산탄총에 사용되며 다양한 유형으로 제공된다. 예를 들어, 한 회사는 탄피당 8.3mm 구경 고무공 15개가 들어 있는 고무 벅샷 탄환과 단일 4.75g 발사체가 들어 있는 고무 진압봉 탄환을 모두 제조한다.

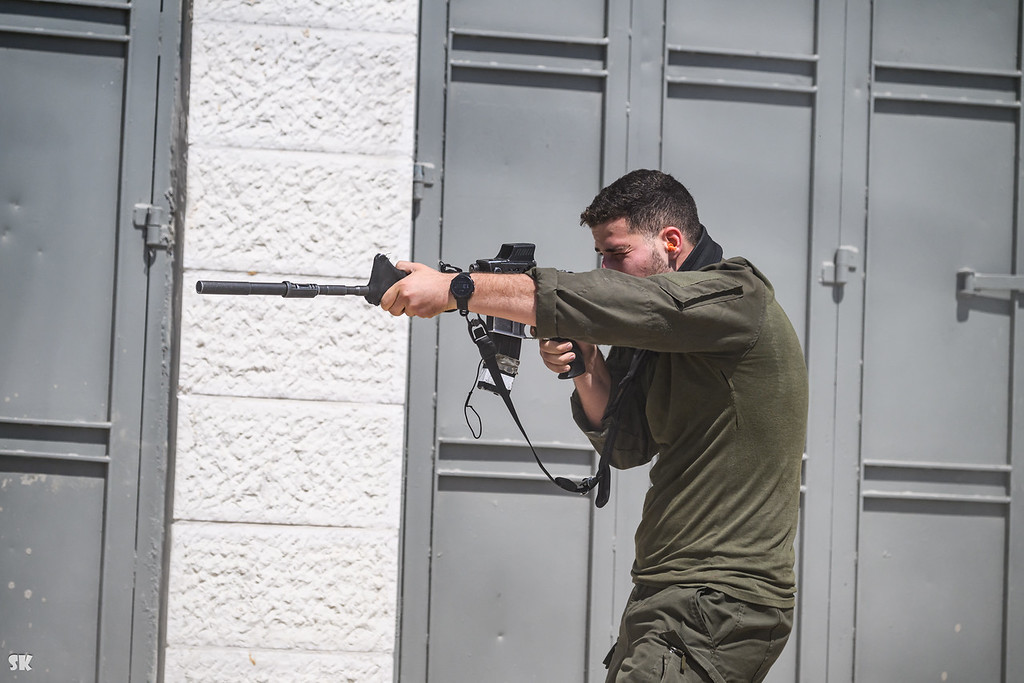
2023년 9월, 카프르 콰둠에서 시위자들에게 고무탄을 발사하는 병사

이스라엘 보안군은 2011년 2월 28일 요르단강 서안 지구 정착촌 하바트 길라드의 불법 건축물을 철거하기 위한 작전에서 고무탄을 포함한 저살상 무기를 사용했다.

### 자기 방어
일부 국가에서는 고무 발사체를 발사하는 덜 치명적인 총기를 민간인이 자위를 위해 사용할 수 있다.
- 카자흐스탄 – 민간 경비원은 자기 방어 목적으로 고무탄을 발사할 수 있는 덜 치명적인 가스 권총을 소지할 수 있다.
- 루마니아 – 고무탄 총은 자기 방어 목적으로 개인에게 소유가 허용된다.
- 러시아 – 1999년부터 러시아의 민간인, 사설 경비원, 법 집행 기관은 저살상 무기를 사용할 수 있도록 허용되었다.[22][23] 다양한 권총 (오사, 마카리치, 고르헤 등)은 특별히 약화된 구조와 내부 러그가 있는 총열을 사용하여, 완전한 위력의 탄약을 사용하거나 단단한 발사체를 발사하는 것을 불가능하게 만든다. 반면 고무탄은 러그를 통과할 때 압축되어 발사될 수 있다. 가장 일반적인 구경은 9mm와 10mm이며, 총구 속도는 때때로 일반 권총과 거의 일치하며 탄환은 0.7g 정도로 가볍다.
- 우크라이나 – 경비원은 고무탄이 장전된 탄약을 발사할 수 있는 저살상 가스 권총을 사용할 수 있다.[24][25]

### 레크리에이션
뇌관으로만 작동하는 고무탄은 일반적으로 단거리 실내 사격 연습이나 훈련에 사용되며, 주로 권총에 사용된다. 이는 페인트볼이나 에어소프트 탄환처럼 적절히 보호된 살아있는 목표물에 사용하기 위한 것이 아니라, 오직 표적 사격을 위한 것이다. 고무탄은 적절한 백스톱과 함께 사용하면 발사 후 손상되지 않고 회수하여 여러 번 재사용할 수 있다.

## 같이 보기
- 빈백탄
- 플라스틱탄
- 링 에어포일 발사체
- 스펀지 수류탄
- 납탄
- 목재탄